# Jubaea chilensis
Jubaea — рід пальм з одним видом Jubaea chilensis або Jubaea spectabilis, широко відомий  як чилійська винна пальма. Він є рідним для південно-західної частини Південної Америки та є ендеміком невеликої території центральної частини Чилі між 32° пд.ш. і 35° пд.ш. в південних регіонах Кокімбо, Вальпараїсо, Сантьяго, О'Хіггінс і північному Мауле .
Довгий час вважалося, що вимерла пальма острова Пасхи також належала до цього роду; однак у 2008 році Джон Дрансфілд неоднозначно відніс його до власного роду Paschalococos .

## Поширення
У зоні свого природного розповсюдження молодняк Jubaea, як правило, росте біля дорослих екземплярів, віддаючи перевагу також сонячним і вкритим рослинністю місцям. 
Найгустіша добре задокументована Jubaea chilensis була в маєтку Дж. Гаррісона Райта в Ріверсайді, Каліфорнія . Її діаметр «на висоті плечей» становив 1,7 м .  Найбільший з кількох екземплярів у Ботанічному саду Аделаїди (Південна Австралія) у 1889 році, як було заявлено, мав діаметр 1,8 м біля основи.  Порожниста (але жива) Jubaea chilensis в долині Окоа поблизу Національного парку Ла-Кампана, Чилі, становить 2,8 м біля основи, без видимої конусності в нижній частині стовбура.  Найбільшим окремим екземпляром кімнатної рослини в світі був Jubaea chilensis у Кью-Гарденс, який був зрізаний персоналом у 2014 році, оскільки він виріс до вершини оранжереї.  З більш ніж 2600 відомих видів пальм Jubaea chilensis є другою за масивністю, поступаючись лише заплавному або річковому різновиду Borassus aethiopum . 

## Використання
Jubaea chilensis витривала приблизно до -15 °C, що робить її однією з найбільш холодостійких пальм з пір'ястими листям
З листя можна плести кошики, у нього є їстівне насіння. Сік можна використовувати для виготовлення пальмового вина та пальмового сиропу. 

## Правовий статус
Вид частково охороняється в Чилі, хоча тиск зростання людської популяції та розширення територій для випасу худоби зменшив популяцію чилійської винної пальми за останні століття.  Збір її насіння та полювання на них звичайним дегу також може мати негативний вплив на ріст нових поколінь Джубеї .  Червоний список МСОП вважає пальму під загрозою зникнення .

## Галерея

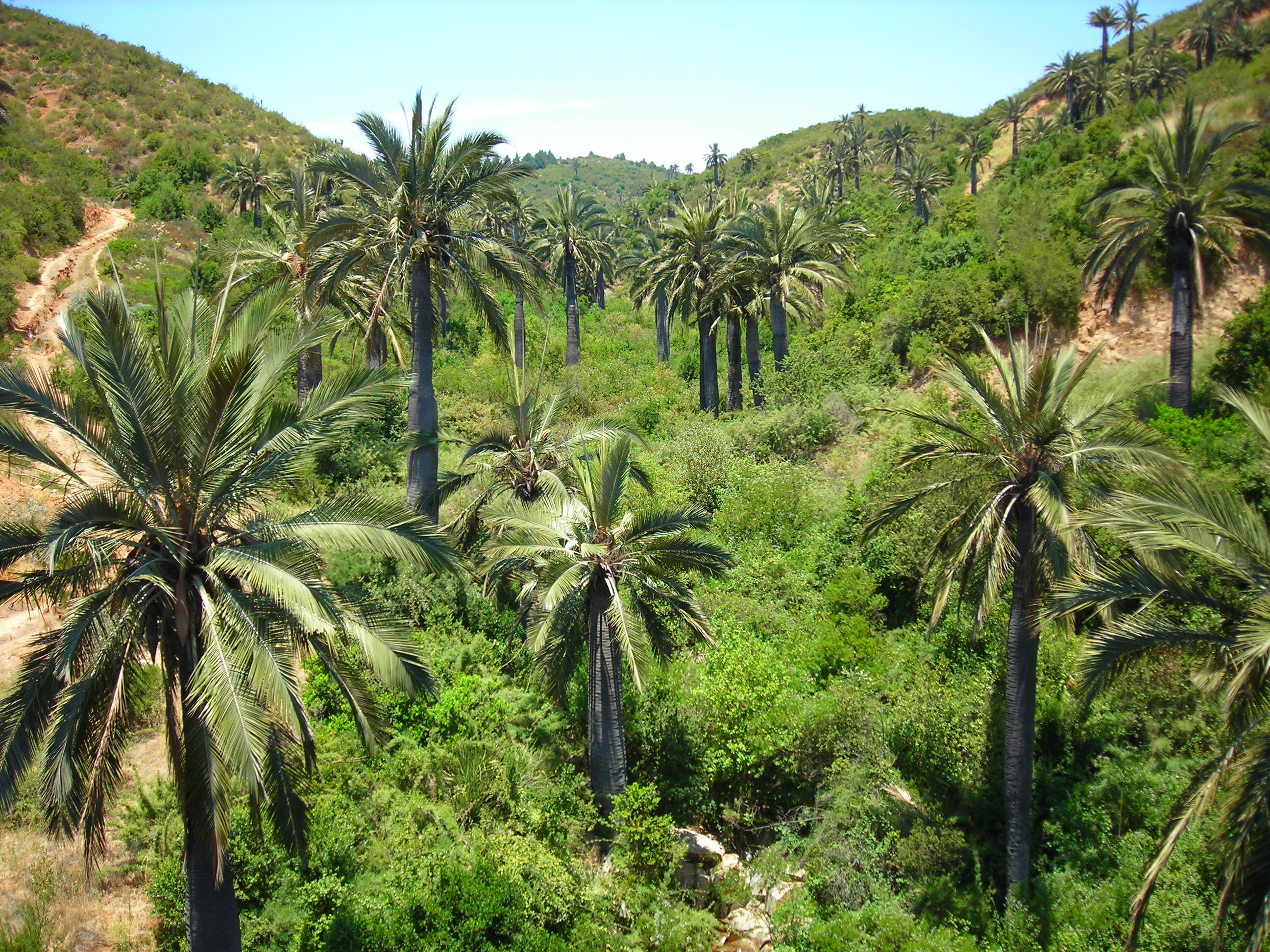
Рослина
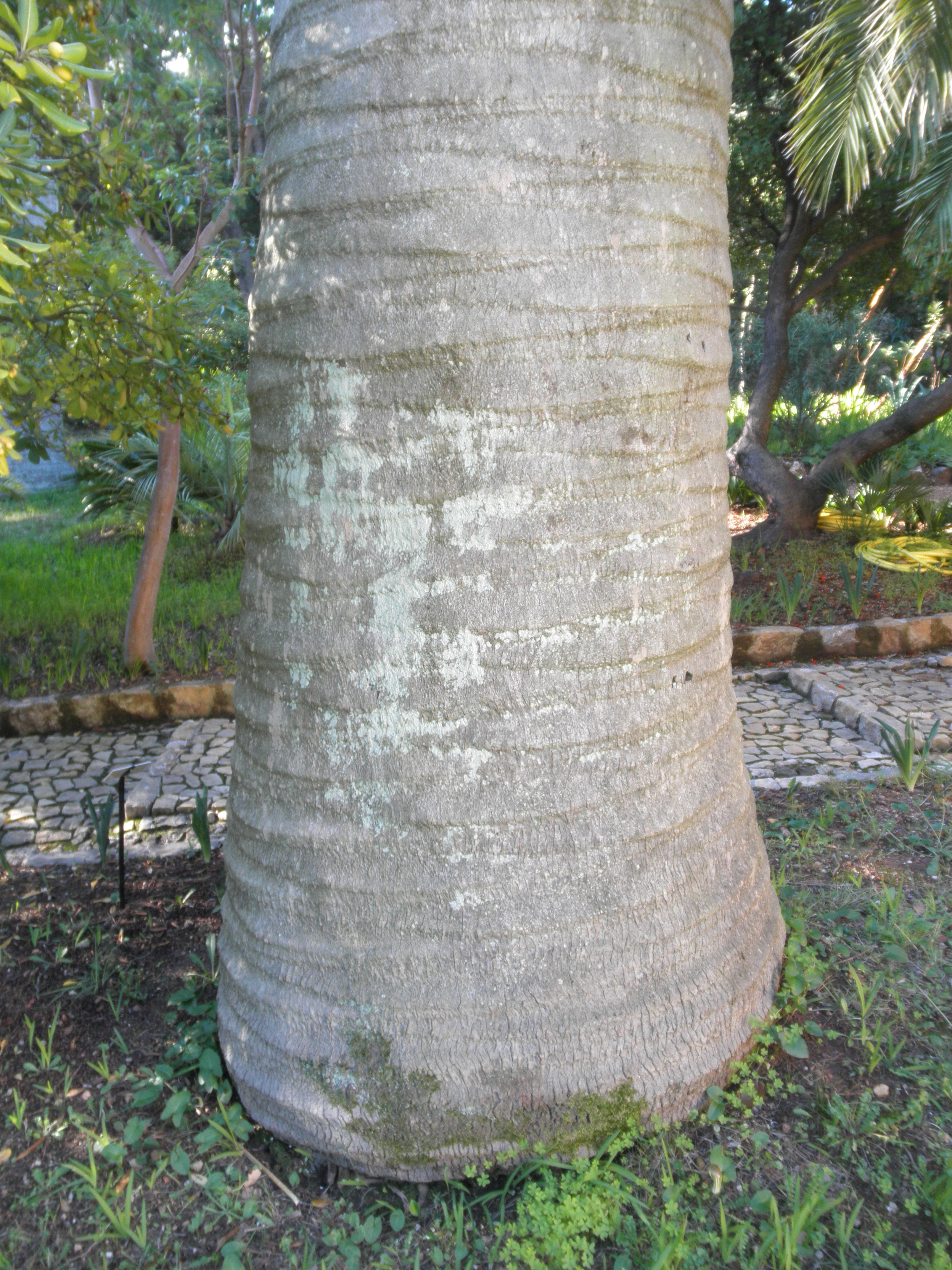
Стовбур
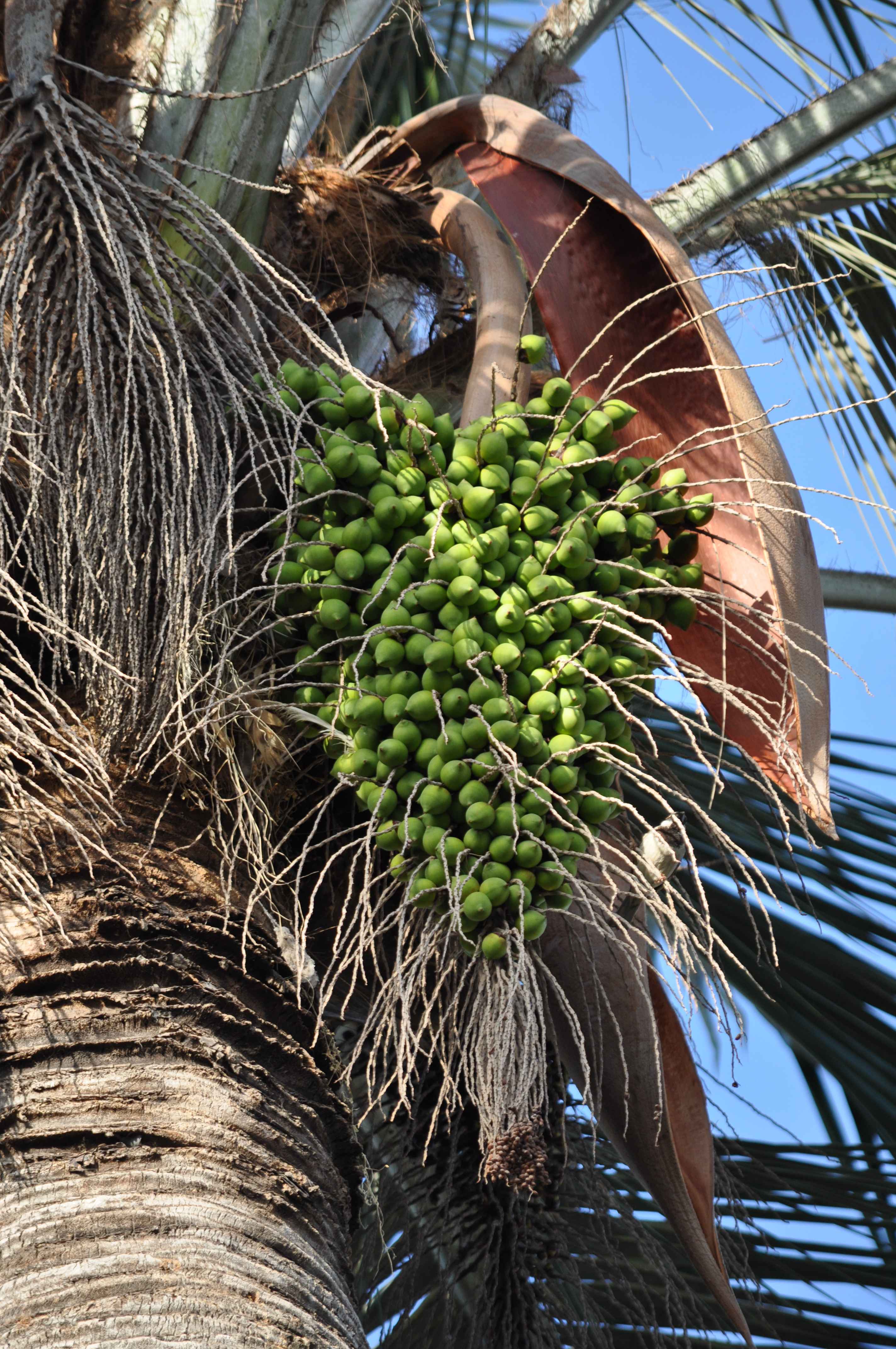
Незрілі плоди
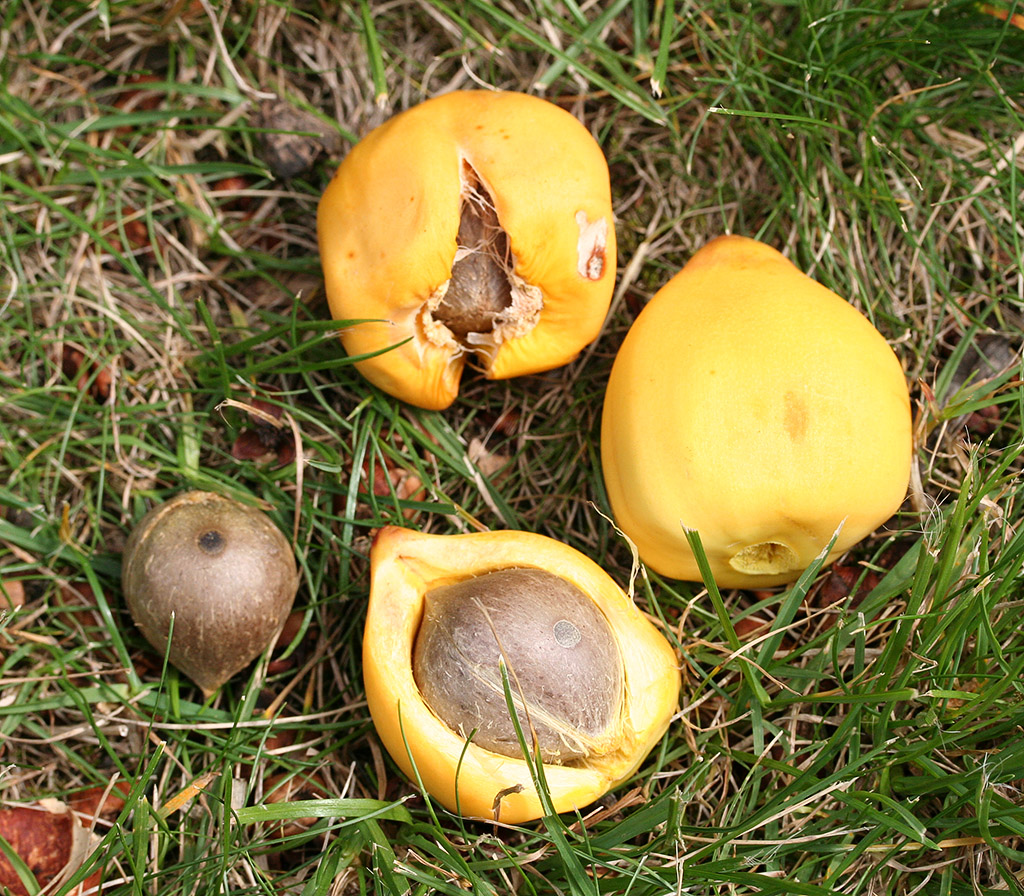
Зрілі плоди

## Подальше читання
- C. Donoso (2005) Árboles nativos de Chile. Guía de reconocimiento. Видання 4. Marisa Cuneo Ediciones, Вальдівія, Чилі. 136с
- Внесено до списку вразливих (VU A1cd v2.3)
- Інформація з Енциклопедії чилійської флори
- К. Майкл Хоган (2008) Чилійська винна пальма: Jubaea chilensis, GlobalTwitcher.com, ред. Ніклас Стромберг

## Зовнішні посилання
- Видовий профіль Jubaea chilensis з Королівського ботанічного саду, Кью
- Floridata : Jubaea chilensis; опис і місця в Європі, де він був інтродукований
- Філіп В. Рундел (2002) Чилійська винна пальма
- Товариство пальм і цикадів Австралії: Jubaea chilensis